# Џаред Падалеки
Џаред Тристан Падалеки (енгл. Jared Tristan Padalecki; Сан Антонио, 19. јул 1982) амерички је глумац. Најпознатији је по улози Сема Винчестера у серији Ловци на натприродно. Одрастао је у Тексасу, а постао познат по улози у телевизијској серији Гилморове, као и у филмовима Њујоршки минут (2004) и Кућа од воска (2005).

## Детињство и младост
Падалеки је рођен у Сан Антонију у Тексасу. Син је Џералда и Шери Падалеки. Отац му је пољског порекла, а преко мајке има немачког, шкотског, француског и енглеског порекла.

### Образовање
Био је кандидат 2000. за Председнички програм стипендиста. Године 1998. Падалеки и његов партнер Крис Карденас победили су на Националне форензичке лиге. Иако је првобитно планирао да похађа Универзитет Тексаса у Остину након што је завршио средњу школу 2000. године, Џаред се преселио у округ Лос Анђелес у Калифорнији да би се бавио глумом.

## Филмографија

### Филм
| Година | Српски назив     | Изворни назив | Улога                    | Напомене       |
| ------ | ---------------- | ------------- | ------------------------ | -------------- |
| 1999.  |                  |               | Мет Нелсон               |                |
| 2003.  | Што више то боље |               | силеџија из средње школе | непотписан     |
| 2004.  | Њујоршки минут   |               | Треј Липтон              |                |
| 2004.  | Фениксов лет     |               | Џон Дејвис               |                |
| 2005.  | Кућа од воска    |               | Вејд Фелтон              |                |
| 2005.  |                  | Том Џордан    |                          |                |
| 2007.  | Кућа страхова    |               | Џ. П.                    | непотписан     |
| 2008.  | Божићна колиба   |               | Томас Кинкејд            |                |
| 2009.  | Петак тринаести  |               | Клеј Милер               |                |
| 2015.  |                  |               | поручник Алекс           | гласовна улога |

### Телевизија
| Година      | Српски назив                       | Изворни назив | Улога                            | Напомене                                                                      |
| ----------- | ---------------------------------- | ------------- | -------------------------------- | ----------------------------------------------------------------------------- |
| 2000.       |                                    |               | Сем                              | телевизијски филм                                                             |
| 2000—2005.  | Гилморове                          |               | Дин Форестер                     | споредна улога (1, 4. и 5. сезона), главна улога (2. и 3. сезона); 63 епизоде |
| 2001.       | Ургентни центар                    |               | Пол Харис                        | епизода: „Део ума”                                                            |
| 2002.       |                                    |               | Закери Греј                      | телевизијски филм                                                             |
| 2003.       |                                    |               | Клеј Макгајвер                   | непродати телевизијски пилот                                                  |
| 2005—2020.  | Ловци на натприродно               |               | Сем Винчестер                    | главна улога; 327 епизода                                                     |
| 2007.       |                                    |               | себе                             | водитељ; 8 епизода                                                            |
| 2011.       | Ловци на натприродно: Аниме серија |               | Сем Винчестер                    | главна улога, гласовна улога; 22 епизоде                                      |
| 2015, 2018. |                                    |               | плесач / себе / истеривач духова | гостујућа улога; 2. епизоде                                                   |
| 2016.       | Гилморове: Година у животу         |               | Дин Форестер                     | епизода: „Пад”                                                                |
| 2017.       |                                    |               | Џејден Џаворски                  | епизода: „Арлингтон”                                                          |
| 2021—2024   | Вокер                              |               | Кордел Вокер                     | главна улога, 18 епизода; такође извршни продуцент                            |